# Avex entertainment
avex entertainment（エイベックス・エンタテインメント）は、かつて存在したエイベックス・エンタテインメントの映像・音楽レーベル。

## 概要
主に原作付きアニメ作品や特撮作品（『劇場版 仮面ライダーディケイド』以降の平成仮面ライダーシリーズ）の映像・音楽ソフトを発売していた。従来のavex mode（※同レーベルのサブレーベルに移行）は、旧作（『ONE PIECE』など）とその続編で引き続き使われてた。
かつてオリジナル作品に関しては「ZOOM FLICKER」レーベルを使用していた。詳細はリンク先の記述を参照。
2010年には、傘下企業のコンテンツ配信サービス企業・ドワンゴと提携して音楽レーベル「DIVE II entertainment」を新設。
2014年4月1日に、このレーベルを運営しているエイベックス・エンタテインメントとエイベックス・グループの中で営業販売を全般に担当していたエイベックス・マーケティングより、映像パッケージ事業と映像営業販売事業を集約した新会社・エイベックス・ピクチャーズが創立された。これにより、エイベックスのアニメ作品およびアニメソングレーベルは「avex pictures」に移行された。同年7月1日、エイベックス・エンタテインメントの音楽事業がエイベックス・マーケティングへ移管され、レーベルも「avex trax」へ吸収統合。運営会社もエイベックス・デジタルに社名変更した。これらの改編により所属アーティストはavex picturesやavex traxへ移籍し、このレーベルの活動を終了した。

## コピーコントロールCDについて
エイベックス社全体では販売用CDは原則的にCCCDを採用しないことになった（レンタル用は2007年まではほぼ全タイトルCCCD）が、このレーベルに於いてはその原則から外れた販売用にもCCCDを使用したタイトルが近年まで多数見受けられていた。
ただし『サクラ大戦』シリーズにおいては同シリーズのプロデューサーである広井王子が『ゲーム音楽のCDがゲーム機で再生出来ない事』に対する不快感を示していた事から、以前から特例としてCCCDを採用していない。

## かつて所属していたアーティスト
- アイドリングNEO（avex traxへ移籍）（2013年 - 2014年）
- Astronauts（椎名慶治・May'n）（2012年）
- 彩音（2011年 - 2012年）
- 綾小路翔 vs マーティ・フリードマン（2011年）
- alan（2013年）
- アルスマグナ（2014年 - 2015年）ユニバーサルミュージックに移籍
- 石田匠（2012年）
- 石塚英彦（2014年）
- EIZO Japan（2010年）
- everset（2012年）
- 大黒摩季（2010年 - 2011年）
  - DaiKichi 〜大吉〜（2010年）
- 鎧武乃風（2013年）avex traxに移籍
- ガガガSP（2013年）
- GACKT（2009年 - 2012年）
- 加藤清史郎（2012年）
- 仮面ライダーGIRLS（2011年 - 2014年）avex traxに移籍
- きただにひろし（2011年 - 2013年）
- 鬼龍院翔（ゴールデンボンバー）（2012年）
- Queen & Elizabeth (2010年)
- CLUTCHO（2012年 - 2013年）
- 熊田胡々（2012年）
- 倉持明日香（2013年）
- 栗林みな実（2012年）
  - SoutherN（2012年）
- 小坂りゆ（2007年 - 2008年）
- 紗希&Rie fu（2013年）
- G-DRAGON（2014年）
- The Sketchbook（2011年 - 2014年）avex picturesに移籍後2015年解散
  - SKET ROCK（2012年）
  - SKET×Sketch（2012年）
  - 多田宏（2012年）
- 鈴希ゆき（2009年）
- TAKUYA（2009年・2012年）
  - 上木彩矢 w TAKUYA（2009年）
- 蛇足（2013年）
  - FREE 蛇'M（samfree・蛇足）（2013年）
- ChocoLe （2011年 - 2012年）
- 土屋アンナ（2011年 - 2012年）
- デーモン閣下（2012年）
- D☆DATE（2012年 - 2013年）
- defspiral（2010年）
- 特撮戦隊 ラジレンジャーRX（2013年）
- 中村優（2009年）
- 野川さくら（2007年 - 2011年）
- Noria（2009年）
- BACKDRAFT SMITHS（2013年）
- Hero Music All Stars（2012年）
  - Hero Music All Stars Z（2013年）
- BeForU（2007年）
- hitomi（2013年）
- Prizmmy☆（2012年 - 2014年）avex picturesに移籍後2017年解散
- Prism☆Box（2013年 - 2014年）
- フレンチ・キス（2010年 - 2014年）avex traxに移籍後2016年解散
- 松岡充（2010年）
- 松平健（2011年）
- 松本明子（2013年）
- mImi（2014年）「パクスプエラ」に改名後avex traxに移籍
- 宮崎羽衣（2010年）
- ムラマサ☆（2008年）
- 桃井はるこ（2007年 - 2008年）
- RIDER CHIPS（2012年 - 2015年）

## 作品一覧
※avex mode、ZOOM FLICKER関連作品については当該項目参照のこと。

### アニメ
- ドクタースランプ
- LEMON ANGEL PROJECT
- エア・ギア（発売はマーベラスエンターテイメントが担当。）
- 吉永さん家のガーゴイル
- 貧乏姉妹物語
- らぶドル 〜Lovely Idol〜
- ゴーストハント（発売はマーベラスエンターテイメントが担当。）
- 瀬戸の花嫁（制作協力・製作委員会としても参加。音楽制作はレガートミュージックが担当、一部のドラマCDはスクウェア・エニックスや学研から発売、2020年発売の全話見Blu-rayはエイベックスピクチャーズで販売、）
- セイント・ビースト 〜光陰叙事詩天使譚〜（発売はマーベラスエンターテイメントが担当。）
- ウエルベールの物語 〜Sisters of Wellber〜
- 桃華月憚
- School Days（音楽制作はランティス、発売はマーベラスエンターテイメントが担当。）
- CODE-Eシリーズ
- もっけ
- ドルアーガの塔シリーズ
- うちの3姉妹（発売は東映アニメーションとマーベラスエンターテイメントが担当。）
- To LOVEる -とらぶる-（原則テレビアニメ初期シリーズ関連のみ。発売はジェネオンエンタテインメント、音楽制作は渡辺剛が所属するミュージックブレインズが担当〈音楽制作リリースは映像ソフト発売元のジェネオンが担当〉。）
- あかね色に染まる坂（音楽制作はランティス、発売はマーベラスエンターテイメントが担当。）
- 07-GHOST
- ファイト一発! 充電ちゃん!!
- GA 芸術科アートデザインクラス（発売はマーベラスエンターテイメントが担当。）
- NEEDLESS（音楽制作はランティスが担当。）
- マイマイ新子と千年の魔法
- SKET DANCE
- バトルスピリッツシリーズ（一部）
  - バトルスピリッツ 覇王[注 1]
  - バトルスピリッツ ソードアイズ[注 2]
  - 最強銀河 究極ゼロ 〜バトルスピリッツ〜[注 2]
- 這いよれ! ニャル子さん[注 1]
- シャイニング・ハーツ 〜幸せのパン〜
- GON -ゴン-
- 超ロボット生命体 トランスフォーマー プライム
- プリティーシリーズ
  - プリティーリズム・オーロラドリーム[注 1]
  - プリティーリズム・ディアマイフューチャー
  - プリティーリズム・レインボーライブ
  - 劇場版 プリティーリズム・オールスターセレクション プリズムショー☆ベストテン
  - プリティーリズム・オールスターセレクション
- トータル・イクリプス
- キングダム
- ムシブギョー - インディーズバンド・ガガガSP担当のオープニング主題歌シングルが営業委託の同社扱い。「這いよれ! ニャル子さんW」（後述「這いよれ! ニャル子さん」のテレビアニメ第2期）にも1か月間CM流していた。
- 犬とハサミは使いよう
- ガイストクラッシャー
- ノラガミ
- Wake Up, Girls![注 1]
- ハマトラ[注 1]

### 特撮
- 仮面ライダーディケイド（劇場版以降）
- 仮面ライダーW
- 仮面ライダーオーズ/OOO
- 仮面ライダーフォーゼ
- 仮面ライダーウィザード
- 仮面ライダー鎧武/ガイム

## 関連する情報誌
- pam! - 主要アニメショップやレコード店で無料配布の同社関連番組や商品に関する情報誌。avex mode時代から存在する。